# Кауричев, Иван Сергеевич
Иван Сергеевич Кауричев (1913—2003) — советский и российский учёный-почвовед, известный теоретик и экспериментатор в области генетического и агрономического почвоведения, доктор сельскохозяйственных наук.

## Биография
Родился 3 декабря 1913 года в посёлке Дугна, ныне Ферзиковского района Калужской области.
Окончил факультет агрохимии Тимирязевской сельскохозяйственной академии (ТСХА, ныне Московская сельскохозяйственная академия имени К. А. Тимирязева) в 1938 году.
С 1939 по 1940 год служил в РККА. Участник Великой Отечественной войны по 1946 год, воевал в составе 7-го отдельного запасного инженерного полка, затем 19-го гвардейского отдельного батальона минеров 64-й инженерно-саперной бригады, гвардии капитан.
С 1946 года продолжил работу в Тимирязевской академии: ассистент, доцент кафедры «Почвоведения», с 1976 года — профессор. В 1976—1978 годах заведовал кафедрой почвоведения в Московском государственном университете. Защитил в 1965 году докторскую диссертацию на тему «Особенности генезиса почв временного избыточного увлажнения». Подготовил более 40 кандидатов и 8 докторов наук. Автор более 400 научных работ, 10 учебников и монографий по теме «Почвоведение», а также одного изобретения.
Научные исследования И. С. Кауричева были посвящены проблеме генезиса и плодородия почв Нечерноземья и степных зон СССР. Он руководил почвенно-геоботанической экспедицией академии, разработал теорию элювиально-глеевого процесса, дал подробную характеристику окислительно-восстановительного состояния основных типов почв и
их группировки по окислительно-восстановительному режиму. Также Кауричевым был разработан широко известный в практике лизиметрических исследований метод сорбционных лизиметров. Участвовал в международных симпозиумах и встречах с зарубежными коллегами из Болгарии, Венгрии, Польши, ГДР и других стран.
Был награждён орденами Красной Звезды, Отечественной войны 2-й и 1-й степеней и медалями, в числе которых «За взятие Берлина» и «За победу над Германией в Великой Отечественной войне 1941—1945 гг.». Лауреат Государственной премии СССР 1977 года в области науки и техники.